# Église Saint-Jean-Baptiste de Feulen
L'église Saint-Jean-Baptiste de Feulen (allemand : Kirche St. Johannes der Täufer in Feulen ; luxembourgeois : Kierch Saint-Jean-Baptiste vu Feelen) est un édifice religieux catholique à Feulen à qui le pape Innocent II à donné les droits aux Bénédictins en l'an 1140. Il s'agit d'un monument historique classé dans le patrimoine culturel du Luxembourg.
Aujourd'hui l'église appartient à la Paroisse d'Ettelbruck Saints-Pierre-et-Paul, au Centre du doyenné et à la commune de Feulen.

## Géographie
Le bâtiment se dresse à une hauteur de 310 mètres dans l'écheveau de Kochert. Par conséquent, lors de la restauration majeure, de nombreux travaux de drainage ont été nécessaires pour protéger le bâtiment de l'humidité qui tire l'écheveau sous le plancher.
L'église est située à 200 mètres du poste de garde, non loin du panneau communal d'Oberfeulen dans le virage étroit de la CR314, qui mène à Karelshaff.

## Patrimoine et historique
En 963, lorsque le comte Sigefroid a acquis la forteresse de Luxembourg auprès des moines de Saint-Maximin à Trèves, il leur a offert en échange des terres à Feulen.
Un monastère y possédait déjà des biens considérables. En 1140, le pape Innocent II reconnaît les droits des Bénédictins sur l'église de Feulen. Ce sanctuaire est une très ancienne église mère, regroupant en une seule paroisse de nombreux hameaux dispersés dans la région. Cette église a été  fondées par des nobles francs sur un grands domaines romains. Afin de faciliter l'accès des croyants.
Le titre du sanctuaire, Saint-Jean-Baptiste, atteste également du fait qu'il s'agit d'une fondation très ancienne. De l'église médiévale, il ne reste aujourd'hui que le clocher, qui présente un caractère roman avec ses fenêtres géminées. Conformément à la tradition, il est situé à l'ouest.
Le petit édicule qui le précède sur le côté ouest date de 1730 et était probablement destiné à protéger le portail des intempéries. À l'intérieur, on a conservé quelques restes d'un enduit vénitien rouge qui a servi de modèle pour la dernière peinture.
La nef date de 1725 / 1726. Il s'agit d'une architecture très dépouillée, structurée uniquement par des chaînages d'angle, un socle, une corniche et un cordon sur lequel s'appuient les fenêtres à segment. Le grès rouge utilisé provient des environs immédiats.
En 1880, la nef a été agrandie par l'adjonction de deux travées et d'une nouvelle abside. Cette mesure a eu un effet négatif sur les proportions de l'édifice qui manque de hauteur et paraît trop longue.
À l'intérieur, la nef est rythmée par des pilastres supportant une voûte sur croisées d'ogives à caractère post-gothique. La plupart des chapiteaux présentent des ornements baroques, ceux du chœur montrent saint Bernard, le Baptême du Christ, saint Éloi, la tête coupée du Baptiste. L'écusson de l'abbaye Saint-Maximin « un ours posé sur une aigle bicéphale » rappelle que les moines ont financé les travaux de construction de la nef. Les fidèles étaient responsables de la tour et du mur du cimetière, le curé avait la charge du chœur.
En 1733, Lothaire Frédéric de Nalbach, évêque-auxiliaire de Trèves pour le Duché, a conféré la dédicace au sanctuaire. Le maître-autel est consacré à Saint Jean-Baptiste, Saint Jean l'Evangéliste et Saint Eloi, les autels latéraux honorent la Vierge Marie et saint Bernard de Clairvaux.
La beauté de l'intérieur de ce sanctuaire provient sans doute de la qualité et de la richesse de son mobilier dû en majeure partie à Jean-Georges Scholtus (1754) de Bastogne.
Le retable central est clairement voué à la vénération du Baptiste. Sur l'antependium figure le baptême du Christ, la statue monumentale du titulaire occupe la niche centrale, sur le couronnement apparaissent les attributs qui lui sont propres: sa tête tranchée posée sur un plat, l'agneau de Dieu, la croix et le sabre, instrument de sa décapitation.
La partie inférieure du tabernacle sert à la conservation des hosties consacrées, l'étage supérieur constitue une niche d'exposition pour le saint sacrement, décorée de la crucifixion. Les nuages peuplés de têtes d'anges qui entourent le Christ renvoient au monde céleste et à la résurrection. Le crâne et les os au-dessus desquels se dresse la croix font allusion à l'endroit de la crucifixion (Golgotha - lieu du crâne) et au tombeau d'Adam. Les anges agenouillés de part et d'autre invitent les fidèles à l'adoration et à la prière. Les apôtres Pierre et Paul, fondateurs de l’Église de Rome, rappellent l'importance et l'autorité de la papauté. Au-dessus des portes qui mènent à la sacristie se tiennent les statues de saint Éloi et de saint Jean-Évangéliste.
Parmi les autres sculptures signalons encore saint Antoine l'Ermite et saint Bernard. Sur la cuve de la chaire de vérité les portraits des Pères de l’Église - saint Jérôme, saint Augustin, saint Ambroise et saint Grégoire-le-Grand - attestent que l’Église catholique interprète et proclame l'évangile l'église dans la fidélité à la tradition. Au-dessus de l'abat-voix un ange sonne de la trompette pour appeler les hommes au jugement dernier.
Les confessionnaux invitent à la pénitence. Sur leurs couronnements, ajoutés par le sculpteur Michel Weiler (1805), sainte Marie-Madeleine et saint Pierre sont proposés comme modèles de conversion.
Dans l'ensemble, le mobilier de l'église de Feulen est typique pour la Contre-Réforme et l'art baroque. Il se propose, conformément aux idéaux de l'époque, d'éduquer et d'émouvoir les croyants grâce à sa «splendeur persuasive». Cet idéal a été défini au XVIIe siècle par le cardinal Charles Borromée, archevêque de Milan, profondément engagé pour le renouveau catholique.
Les vitraux figuratifs du côté sud remontent au début du XXe siècle et représentent des scènes de la vie de Jean-Baptiste.
Les derniers travaux de restauration de classée monument national depuis 1961, ont été achevés en 2001.